# Cimenga (Cijaku)
Cimenga is een bestuurslaag in het regentschap Lebak van de provincie Banten, Indonesië. Cimenga telt 1610 inwoners (volkstelling 2010).